# Franjo Braum (geodet)
Franjo Braum (Zagreb, 14. ožujka 1914. – Zagreb, 14. lipnja 1993.) geodet

## Životopis
U Zagrebu je pohađao pučku školu i realnu gimnaziju na kojoj je maturirao 1932. godine. Diplomirao je 1939. na Geodetsko-kulturnotehničkom odjelu Tehničkog fakulteta u Zagrebu. Specijalizirao je fotogrametriju tijekom desetomjesečnog boravka (1940./41.) u tvrtki Zeiss-Aerotopograph u Jeni, a zatim dvomjesečnim radom na Technische Hochschule u Dresdenu. Godine 1957. habilitirao se na Arhitektonsko-građevinsko-geodetskom (AGG) fakultetu u Zagrebu s temom "Optičko-mehanička orijentacija strmih aerosnimaka na objektivnooptičkim redreserima". Doktorirao je 1960. u Zürichu na Eidgenössische Tehnische Hochschule disertacijom "Die Beseitigung der Modelldeformationen in Senkrechtaufnahmen durch die Änderung der relativen oder der innern Orientierung". Radio je na trasiranju dalekovoda i triangulaciji čime je stekao i praktična znanja iz geodezije. Godine 1941. zaposlio se u Zemljopisnom zavodu u Zagrebu gdje je radio na topografskoj izmjeri, poslovima nivelmana, izradi i obnovi topografskih karata. Istodobno je od 1942. honorarno predavao Fotogrametriju i Kartografiju na Tehničkom fakultetu u Zagrebu, te nakon rata Fotografiju i Fotogrametriju. Nakon rata zaposlio se u Ministarstvu građevina NRH u Zagrebu gdje je radio 1945. – 47. Radio je na preciznom nivelmanu, triangulaciji i preciznoj poligonometriji. Iz tog vremena datiraju njegova praktična rješenja i upute za precizni nivelman i računanje s računskim strojem (presjek naprijed). Godine 1947. postao je docent na Tehničkom fakultetu u Zagrebu. Iste godine radio je na preciznom nivelmanu grada Zagreba, a 1948. radio je prvo poznato terestričko snimanje u Hrvatskoj – snimanje kanjona Rječine. Godine 1958. (ili 1959) postao je izvanredni profesor AGG fakulteta iz kolegija Fotogrametrija. Za redovitog profesora Geodetskog fakulteta Sveučilišta u Zagrebu izabran je 1963. gdje je ostao do umirovljenja 1984. Predavao je: Fotogrametriju 1942–62, Kartografiju 1943–44, Fotografiju 1945–53. Predavao je Fotogrametriju i na drugim školama i fakultetima, na Geodetskoj školi u Zagrebu do 1952, Građevinskom fakultetu u Beogradu 1972–76, Geodetskom odelku AGG fakulteta u Ljubljani 1972–1976, Rudarsko-naftno-geološkom fakultetu u Zagrebu (unutar kolegija Rudarska mjerenja i geofizika), Arhitektonskom fakultetu u Zagrebu (unutar kolegija Urbanizam i prostorno planiranje). Na poslijediplomskom studiju na Geodetskom fakultetu u Zagrebu predavao je na usmjerenju Fotogrametrija od 1971, i nakon odlaska u mirovinu. Bio je predstojnik poslijediplomskog studija u Beogradu 1972–79. i nastavnik do 1991. Osnutkom katedra 1959. određen je za voditelja Katedre za fotogrametriju, a od 1975. do umirovljenja 1984. za predstojnika Zavoda za fotogrametriju. Bio je voditelj Geodetskog odjela fakulteta AGG, dekan 1966–68. i prodekan 1968/69. Geodetskog fakulteta. U radu sa stereoinstrumentima unio je neke nove metode kojima je ubrzan i olakšan rad. Radio je na egipatskom projektu New Valley u suradnji s poduzećem Geofizika. Držao je znanstvena predavanja u zemlji i inozemstvu. Objavio je više od stotinu radova u stručnim časopisima u zemlji i inozemstvu te u zbornicima posvećenim prof. F. Loschneru (Aachen 1977.) i prof. K. Rinneru (Graz 1982.). Bio je član uredničkog odbora Geodetskog lista od 1945., član suradnik JAZU od 1977., član uredničkog odbora lista Photogrammetria od 1964., stalni član Comité International de Photogrammétrie Arhitecturale u Parizu 1975. – 88., a od 1988. počasni član tog odbora. Od 1979. do 1983. bio je predsjednik uredničkog odbora i član izvršnog odbora Savjeta za daljinska istraživanja i fotointerpretaciju JAZU. Savjet za daljinska istraživanja i fotointerpretaciju HAZU ga je na redovitom plenumu održanom 1993. postumno izabrao za počasnog člana. Dobitnik je nagrade "Nikola Tesla" 1979. i nagrade za životno djelo Republike Hrvatske koja mu je dodijeljena 1986. godine.

## Djela
- Optičko-mehanička orijentacija strmih aerosnimaka na objektivnooptičkim redreserima, habilitacijski rad. Arhitektonsko-građevinsko-geodetski fakultet u Zagrebu, 1957.
- Die Beseitigung der Modelldeformationen in Senkrechtaufnahmen durch die Änderung der relativen oder der innern Orientierung, disertacija. Eidgenössische Tehnische Hochschule, Zürich 1960.
- Elementarna fotogrametrija. Sveučilište u Zagrebu, 1969.
- Fotogrametrijsko snimanje. Sveučilište u Zagrebu, 1969, 1973, 1982.
- Objektivno optičko redresiranje. Zagreb 1970.
- Orijentacija fotogrametrijskih snimaka II, Nutarnja i relativna orijentacija aerosnimaka. Sveučilište u Zagrebu, 1976.
- Fotogrametrijsko snimanje i kartiranje arhitektonskih i kulturno-historijskih objekata te historijskih urbanih cjelina. Zagreb 1978.
- Orijentacija fotogrametrijskih snimaka IV, Apsolutna orijentacija i deformacija modela. Sveučilište u Zagrebu, Sveučilišna naklada Liber, Zagreb 1980.
- Diferencijalno redresiranje i preslikavanje. Sveučilište u Zagrebu, Sveučilišna naklada Liber, Zagreb 1982.
- Orijentacija fotogrametrijskih snimaka III, Orijentacija terestričnih steroparova. Sveučilište u Zagrebu, Sveučilišna naklada Liber, Zagreb 1984.
- Orijentacija fotogrametrijskih snimaka I, Orijentacija pojedinačnih snimaka. Sveučilište u Zagrebu, Sveučilišna naklada Liber, Zagreb 1986.
- Fotogrametrija u urbanizmu i prostornom planiranju. Sveučilište u Zagrebu, Geodetski fakultet, Zagreb 1989.
- Orijentacija na streoinstrumentima. Sveučilište u Zagrebu, Sveučilišna naklada Liber, Zagreb 1991.